# آلما آدامز
آلما شیلی آدامز (Alma Shealey Adams) (زادهٔ ۲۷ مه ۱۹۴۶)، سیاستمدار آمریکایی و نمایندهٔ حوزهٔ انتخابیه دوازدهم کارولینای شمالی در مجلس نمایندگان ایالات متحده است. آدامز عضو حزب دموکرات است و از زمان انتصابش در آوریل ۱۹۹۴ تا زمانی که جانشین رالف سی جانسون در کنگره شد، نمایندهٔ حوزهٔ پنجاه و هشتم مجلس ایالتی در شهرستان گیلفورد در شورای ایالتی کارولینای شمالی بود. آدامز که رئیس کالج و استاد هنر از شهر گرینزبورو است، به خاطر کلاه‌های منحصر به فردش شهرت دارد (او ادعا می‌کند که ۹۰۰ عدد کلاه دارد). آدامز پس از استعفای مل وات، در انتخابات میان دوره‌ای سال ۲۰۱۴ در حوزهٔ دوازدهم انتخاباتی کارولینای شمالی پیروز و به صدمین زن حاضر در صد و سیزدهمین کنگرهٔ ایالات متحده تبدیل و همچنین برای یک دورهٔ کامل دو ساله انتخاب شد.

## اوایل زندگی و تحصیلات
آدامز در ۲۷ مه ۱۹۴۶ درهای پوینت، ایالت کارولینای شمالی چشم به جهان گشود. والدینش بنجامین شیلی و متی استوکس بودند. او در سال ۱۹۴۶، از دبیرستان وست ساید در نیوآرک، ایالت نیوجرسی فارغ‌التحصیل شد. آدامز مدرک .B.A خود را در سال ۱۹۶۹ و کارشناسی ارشدش را در سال ۱۹۷۲، از دانشگاه فنی و کشاورزی کارولینای شمالی در رشتهٔ آموزش هنر و دکترای خود را در سال ۱۹۸۱، در رشتهٔ آموزش هنر/آموزش چندفرهنگی از دانشگاه ایالتی اوهایو دریافت کرد. او عضو انجمن زنان آلفا کاپا آلفاست.

## نهاد قانونگذاری ایالتی
آدامز از سال ۱۹۸۴ تا ۱۹۸۶، عضو انجمن نظارت بر مدارس شهر گرینزبورو و از سال ۱۹۸۷ تا زمانی که در سال ۱۹۹۴، وارد مجلس شد، عضو شورای شهر گرینزبورو بود.
با درگذشت هرمان گیست، آدامز در سال ۱۹۹۴ به عضویت مجلس شورای کارولینای شمالی درآمد. این حوزه در شهرستان گیلفورد قرار دارد و بیشتر نواحی جنوب شرقی گرینزبورو را شامل می‌شود. آدامز پیشتر اعلام کرده بود که در آن سال قصد رقابت با گیست را در انتخابات مقدماتی دموکرات‌ها دارد. آدامز پس از گرفتن این کرسی، با تاجر محافظه‌کار و مهندس بازنشسته، او سی استافورد در انتخابات مقدماتی دموکرات‌ها روبرو شد. استافورد کاندیدی دائمی بود که برای منصب‌های مختلف، گاهی به عنوان دموکرات و زمانی به عنوان جمهوری‌خواه نامزد شده بود. استافورد در انتخابات همگانی سال ۱۹۹۲ از سوی حزب جمهوری‌خواه به رقابت با گیست پرداخته بود. در سال ۱۹۹۴، استافورد به عنوان دموکرات در انتخابات مقدماتی از آدامز شکست خورد.
آدامز با شکست راجر جی کوفر از حزب جمهوری‌خواه در انتخابات همگانی پیروز شد. او در انتخابات همگانی سال ۱۹۹۶ و ۱۹۹۸، با استافورد از حزب جمهوری‌خواه رقابت و در هر دو انتخابات پیروز شد. در سال ۲۰۰۰، آدامز در انتخابات مقدماتی دموکرات‌ها رقیبی نداشت. او در انتخابات همگانی، مشاور املاک جیم راملی از حزب جمهوری‌خواه را شکست داد.
در سال ۲۰۰۲، پس از تقسیم مجدد حوزه‌های انتخاباتی، کرسی آدامز از حوزهٔ ۲۶ به حوزهٔ ۵۸ تغییر یافت. تنها رقیب او در آن سال، وکیل دیوید ویلیامز از حزب آزادی‌خواه بود که در اکتبر به خاطر نقل‌مکان به کلرادو از رقابت کنار کشید. نام ویلیامز همچنان در برگهٔ رأی وجود داشت، اما آدامز تقریباً با ۸۶ درصد آرا برنده شد.
آدامز برای حفظ کرسی خود، سال‌هاست که با اولگا مورگان رایت، دستیار حقوقی و عضو فعال حزب جمهوری‌خواه رقابت می‌کند. رایت از سال ۲۰۰۴، تقریباً در هر انتخابات مرتبط با کرسی آدامز، کاندید شده‌است. آدامز در سال ۲۰۰۴، رایت و والتر اسپرکو از حزب آزادی‌خواه را با ۶۶ درصد آرا شکست داد. در انتخابات بعدی، آدامز هیچ رقیبی در انتخابات مقدماتی نداشت. او در انتخابات همگانی، رایت را با ۶۶ درصد به ۳۴ درصد آرا شکست داد. در سال ۲۰۰۸، زمانی که باراک اوباما به عنوان رئیس‌جمهور انتخاب شد، میزان مشارکت رأی دهندگان دموکرات بالا بود و آدامز با ۷۱٫۳۵ درصد به ۲۸٫۶۵ درصد، رایت را شکست داد.
در سال ۲۰۰۸، آدامز برای دورهٔ دوم به عنوان رئیس انجمن سیاه‌پوستان قانونگذار کارولینای شمالی انتخاب شد.
آدامز نایب رئیس کمیتهٔ دولتی در مجلس ایالتی بود. او پیش از این، رئیس کمیتهٔ تخصیص بودجه و همچنین نایب رئیس کمیتهٔ بازرگانی، کسب و کارهای کوچک و کارآفرینی بود.
در سال ۲۰۱۰، آدامز در انتخابات مقدماتی دموکرات‌ها به رقابت با رالف سی جانسون پرداخت. او با ۷۶٫۵۶ درصد آرا جانسون را شکست داد. سپس آدامز در انتخابات همگانی با دارین اچ توماس از حزب جمهوری‌خواه روبرو شد و توانست با ۶۳٫۱۵ درصد به ۳۶٫۸۵ درصد آرا، او را شکست دهد. در سال ۲۰۱۲، او در انتخابات مقدماتی رقیبی نداشت و اولگا رایت را در انتخابات همگانی با ۷۹٫۸۶ درصد به ۲۰٫۱۴ درصد آرا شکست داد.

## مجلس نمایندگان ایالات متحده

### انتخابات

#### انتخابات مخصوص و عمومی ۲۰۱۴
در آوریل ۲۰۱۳، مل وات، تنها نمایندهٔ کنگره که از زمان تأسیس حوزهٔ دوازدهم در سال ۱۹۹۳، در آنجا خدمت کرده بود، به عنوان مدیر آژانس مالی مسکن فدرال منصوب شد. آدامز یکی از اولین کسانی بود که اعلام کرد در صورت انتصاب وات، در انتخابات میان دوره‌ای بعدی شرکت خواهد کرد. وات در دسامبر ۲۰۱۳ تأیید شد. آدامز برای شرکت در انتخابات مقدماتی دموکرات‌ها برای یک دورهٔ کامل دو ساله در صد و چهاردهمین کنگره و همچنین شرکت در انتخابات میان دوره‌ای برای به عهده گرفتن باقیماندهٔ دورهٔ یازدهم وات که در نوامبر ۲۰۱۴ برگزار می‌شد، به‌طور رسمی مراحل اداری را طی کرد. آدامز در ۱۲ نوامبر ۲۰۱۴، سوگند یاد کرد تا هفت هفتهٔ باقیماندهٔ دورهٔ وات را به پایان برساند. پس از ادای سوگند، آدامز به صدمین عضو زن حاضر در کنگره تبدیل شد و رکورد قبلی را شکست. وی در سال‌های ۲۰۱۶ و ۲۰۱۸ مجدداً برای این کرسی انتخاب شد.
تحلیل‌گران گمان می‌کردند که آدامز در انتخابات مقدماتی پنج جانبه، هم در انتخابات میان دوره‌ای و هم در انتخابات همگانی (که در همان روز در نوامبر ۲۰۱۴ برگزار شد) در وضعیت نامناسب جغرافیایی قرار دارد. او اهل گرینزبورو است، اما اکثریت جمعیت این حوزه در شارلوت هستند. اما در حالی که سه نماینده از شارلوت در این رقابت، آرای آن حوزه را تقسیم می‌کردند، آدامز هر دو انتخابات مقدماتی را با حدود ۴۴ درصد آرا برد؛ برای جلوگیری از کشیده شدن رقابت به دور دوم، به چند هزار رأی بیش از حد نصاب ۴۰ درصد نیاز بود. آدامز در انتخابات همگانی و میان دوره‌ای که هر دو در یک روز برگزار می‌شدند، به رقابت با وینس کوکلی، گویندهٔ سابق رادیو و تلویزیون از متیوس و حزب جمهوری‌خواه پرداخت. حوزهٔ دوازدهم، منطقه‌ای کاملاً دموکرات با اکثریت رأی دهندگان سیاه‌پوست و شاخص رأی‌دهی، D+26 بود، از این رو، آدامز به سهولت در هر دو انتخابات پیروز شد.
آدامز دومین زن رنگین‌پوستی است که نمایندهٔ کارولینای شمالی در مجلس است. اولین فرد، اوا کلیتون بود که از سال ۱۹۹۲ تا ۲۰۰۲، نمایندهٔ بخش بزرگی از شرق کارولینای شمالی بود.
در انتخابات ریاست جمهوری ۲۰۱۶، آدامز از هیلاری کلینتون پشتیبانی و حمایت خود را به عنوان یک سوپردلیگیت (نمایندهٔ ارشد در حزب) تضمین کرد.
آدامز عضو انجمن پیشتاز کنگره، انجمن سیاه‌پوستان کنگره، و انجمن علوم انسانی کنگره است.

## زندگی شخصی
آدامز مطلقه است و دو فرزند دارد. او به خاطر داشتن کلاه‌های فراوان و منحصر به فردش شهرت دارد.